# Бандуристи діаспори
Бандуристи діаспори або кобзарське мистецтво в Українській діаспорі - це стаття про соціокультурне походження багатьох відомих представників бандурного мистецтва української діаспори. Виокремлені персоналії митців — бандуристів діаспори, уродженців Галичини та їх здобутки у контексті актуалізації потреби вивчення трансляції виконавської традиції, збереження ознак виконавської школи тощо. 

## Історія
Перша згадка бандури в західній українській діаспорі — це листівка від київського майстра А. Паплинського до бандуриста В. Шевченка яка була написана в 1914 р. в Москві, що в цей час майстер вислав дві бандури та підручники гри на бандурі в Канаду.[джерело?]
Після поразки у Визольних змаганнях в 1918 рр. кількість українців в західній діаспорі значно збільшилася. В. Ємець видав у Берліні свою працю «Кобза та кобзарі», а в Калуші (Польща), де з 1921 року були інтерновані воїни УНР, були створені перші бандурні гуртки. В Чехословаччині в 1922-23 рр. була створена майстерня та школа гри на бандурі, яка пізніше переросла в другу капелу бандуристів, що існувала в ті роки, і створилася саме коли подібної капели не було в Україні. В цій майстерні були зроблені понад 100 бандур. В школі гри на бандурі в Празі та Подебрадах вивчали гру на бандурі понад 60 осіб, в час, коли в Україні подібних курсів та класів гри на бандурі не існувало зовсім. Варто також згадати, що перший збірник творів для бандури був виданий в Празі в 1926 р., коли подібних збірників нот для бандури в Україні не існували.
В Польщі та в Америці в 30-их роках вийшли кілька платівок зі фонозаписами гри на бандурі В. Ємця та М. Теліги. Численні концерти різних бандуристів по Європі та Північній Америці також поширили популярність бандури в Західній діаспорі.

### Бандуристи
- Бажул Григорій Іванович
- Деряжний Петро Федорович
- Ємець Василь Костьович
- Китастий Григорій Трохимович
- Китастий Юліян Петрович
- Луців Володимир Гаврилович
- Мішалов Віктор Юрійович
- Теліга Михайло Якович
- Штокалко Зіновій Павлович
- Марко Фаріон

### Майстри бандури
- Бірко Андрій
- Вецал Василь
- Гірич Василь
- Гляд Василь Іванович
- Гончаренко Петро Федорович
- Дяковський Мирослав
- Ластович Семен
- Степовий Павло

### Ансамблі
- Ансамбль бандуристів імені Гната Хоткевича
- Братство кобзарів імені Остапа Вересая
- Канадська капела бандуристів
- Капела бандуристів імені М. Леонтовича
- Празька капела бандуристів
- Торонтонська капела бандуристів
- Українська капела бандуристів імені Тараса Шевченка